# 충주시립도서관
충주시립도서관(忠州市立圖書館)은 대한민국 충청북도 충주시 소재의 시립 도서관이다.

## 연혁
- 1963년 2월 1일 충주시립도서관으로 개관

## 이용 안내
이용 시간
휴관일
- 정기 휴관일 : 매주 월요일, 법정공휴일(일요일 제외하며, 단 일요일이 공휴일일 경우엔 휴관)
- 임시 휴관일 : 도서관 및 기타 사정으로 도서관장이 정하는 날
- 구관 열람실(충주문학관 2층에 위치)은 365일 개방(단, 설날과 추석 당일은 휴실)